# 斯洛伐克文學

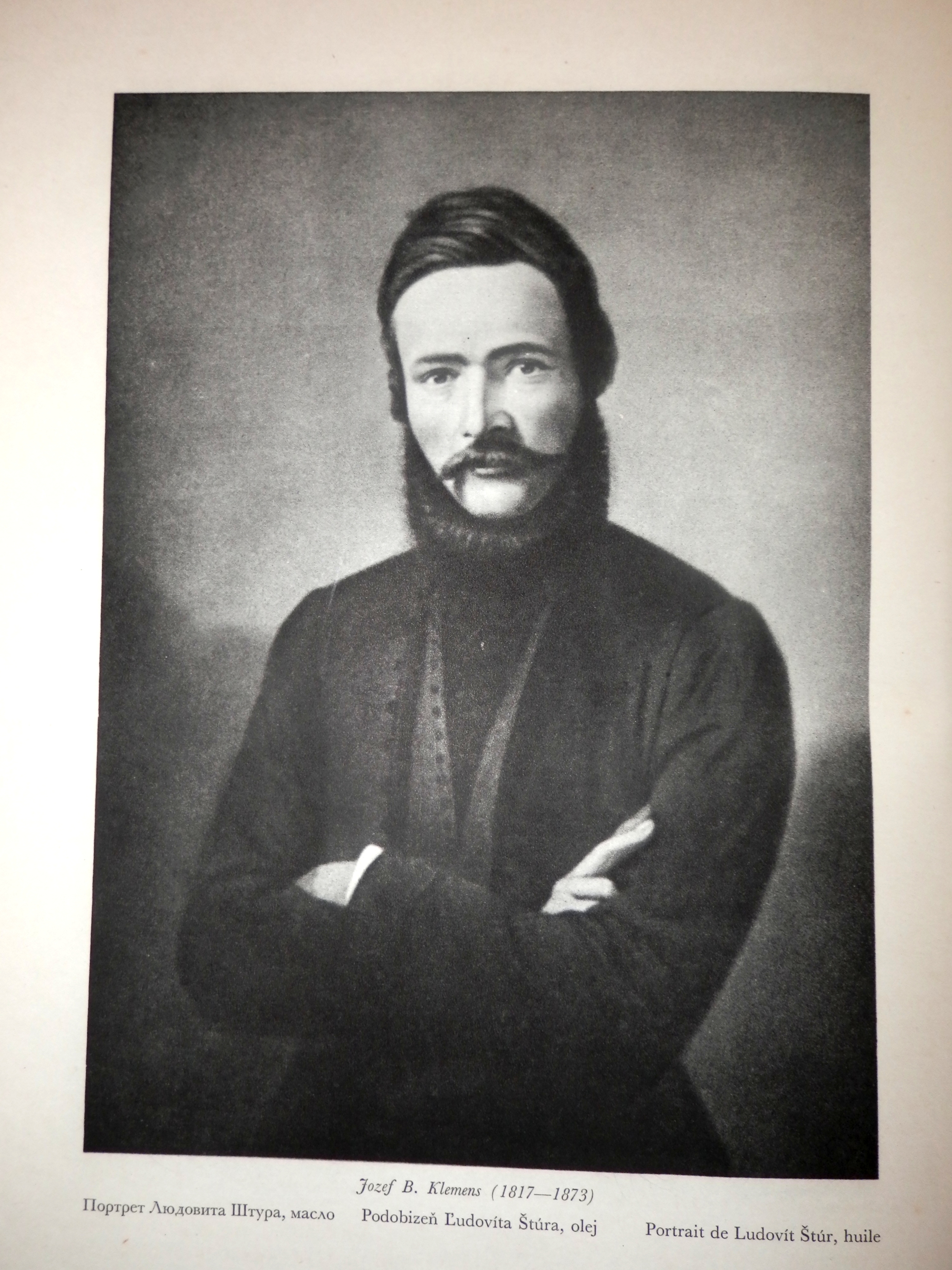
卢多维特·什图尔，現代斯洛伐克語的修訂者

斯洛伐克文學是斯洛伐克藝術的一部份，也屬於中歐文學。斯洛伐克文學包括在斯洛伐克寫作的作品，也包括用斯洛伐克語寫作，但不在斯洛伐克完成的作品。斯洛伐克的文艺学主要是以斯洛伐克文學的探討為主。
斯洛伐克文學的歷史可以回溯到大摩拉维亚公国時期，最早期的作品是《Proglas》。是由东罗马帝国传教士基里尔所著，是新約聖經四福音古教會斯拉夫語譯本的前言。
在人文主義和文藝復興時期，在現今斯洛伐克境內的人主要是用拉丁語和捷克語寫作。另外一個重要的時期是浪漫主義時期，基本上可以確認當時有修訂過文學使用的斯洛伐克語，後來再經修改，就是今天使用的斯洛伐克語。由卢多维特·什图尔帶領的Štúrovci作了許多的貢獻，他們選擇了中部斯洛伐克人使用的方言為基礎。浪漫主義主要是以詩歌創作為主。

## 歷史

### 中古時期
居位在現今斯洛伐克地區的人們，在文學上的第一個成就可以回溯到大摩拉维亚公国時期（西元863年到西元第10世紀初期）。當時的作者有基里尔和美多德、以及奧赫里德的克萊門特。當時的作品
多半是基督教主題，包括作為四福音前言的詩歌《Proglas》，將部份的聖經翻譯為古教會斯拉夫語、當時的民法法典《Zakon sudnyj ljudem》等。
中古時期是從11世紀到15世紀，此時期的作品是用拉丁语、捷克語以及斯洛伐克化的捷克語所寫。抒情诗仍受到教會的影響，而史诗則著重在傳奇故事。此時的作者有
Johannes de Thurocz（著有《Chronica Hungarorum》）以及Saint Maurus of Pécs，此時也出現許多世俗文學以及此時代的編年史。

### 人文主義時期
民族文學在16世紀開始出現，比其他民族要晚很多。這時期的寫作主要是使用拉丁文，除了教會相閞主題外，也發展了許多和古希臘和古羅馬有關的古典主題。
在現今斯洛伐克境內，第一本印刷的斯洛伐克文書籍是1581年印刷的Bardejov Catechism
在文藝復興初期，有一個斯洛伐克語的愛情詩，是1560年的匿名史詩《Siládi and Hadmázi》，是以土耳其入侵中歐為其背景。
有時會將Juraj Tranovský稱為是斯洛伐克讚美詩之父，他出版許多基督教讚美詩的選集，第一本是拉丁文的《Odarum Sacrarum sive Hymnorum Libri III》 ，在1629年出版，不過他最重要也最著名的作品是捷克文的《聖人的豎琴》（Cithara Sanctorum），是1636年在
萊沃恰問世。後者形成現今捷克以及斯洛伐克路德會讚美詩的基礎。Tranovský的作品除了是基督教斯洛伐克文學的基礎外，也形成了漸漸㫒起民族意識的來源。

### 巴洛克時期
在文藝復興時期世俗文學和宗教文學的區分就已經出現，巴洛克時期在斯洛伐克的宗教衝突讓世俗文學和宗教文學有明顯的區分。
Daniel Sinapius-Horčička創作拉丁文詩歌、學校戲劇、宗教散文、格言以及精選的斯洛伐克靈性詩歌。他的散文中流露出民族意識，讚揚斯洛伐克，同時也批評斯洛伐克人缺乏愛國精神。
Hugolín Gavlovič用當時西斯洛伐克通用語言創作宗教、道德以及教育相關的作品，是斯洛伐克巴洛克文學的代表人物。他最著名的作品是《Valašská škola, mravúv stodola》，是由17,862個詩句組成。

### 古典主義時期
斯洛伐克的古典主義是啟蒙時代時歐洲新古典主義運動的一部份。法国大革命後民族主義的興起，也帶來民族文學的復興。在十九世紀中以前，斯洛伐克語一般會用捷克文書寫，再加上不同程度的斯洛伐克化。Anton Bernolák的 《Gramatica Slavika》一書用西斯洛伐克的方言為標準文字，這是朝向現代斯洛伐克文的轉變，不過後來失敗了。雖然如此，後來出版的許多作品都使用了Bernolák提出的標準文字，從Juraj Fándly在1879年所寫的《Dúverná zmlúva medzi mňíchom a ďáblom》（有關僧侶和惡魔的親密對話）。而信義宗的斯洛伐克人，像是Augustin Dolezal、Juraj Palkovič和帕維爾·約瑟夫·沙法里克則希望有捷克-斯洛伐克的共同認同和語言。
當地第一份匈牙利文的報紙《Magyar Hirmondó》在1780年在普雷斯堡（現今的布拉迪斯拉发）發行，第一份斯洛伐克文的報紙《Prešpurské Noviny》則在1783年發行，不過持續一陣子就結束了。
Jozef Ignác Bajza以其小說 《René mláďenca príhodi a skúsenosťi》聞名，這也是第一本斯洛伐克文的小說。
泛斯拉夫統一是當時許多詩歌的主題。扬·科拉尔150首詩歌的總集《Slávy Dcera》，用以萨勒河、易北河和多瑙河為名的詩章歌頌泛斯拉夫統一的理想。扬·霍利的史詩《Svätopluk》在1833年出版，是當時最重要的作品。

### 1840年-1871年
卢多维特·什图尔是十九世紀斯洛伐克民族復興的領袖，標準斯洛伐克語的建立者，後來演變成了現今使用的標準斯洛伐克語。當時選擇了中斯洛伐克方言為標準語言的基礎。揚·科拉爾和捷克人不同意其作法，認為這是斯洛伐克放棄共同捷克斯洛伐克國家理念和削弱團結的行為。不過大部份的斯洛伐克學者，包括天主教會（後來一直使用Bernolák修正後的文字）贊成此作法。什图尔在1844年寫了《Nárečja slovenskuo alebo potreba písaňja v tomto nárečí》（斯洛伐克方言，或是需要使用此一方言書寫）。他唯一的詩集《Spevy a piesne》於1853年在普雷斯堡出版。
Janko Kráľ是頭幾位用什图尔等人修訂過的標準斯洛伐克語寫作的詩人。
劇作家Ján Chalupka的第一部作品是捷克文的，在1848年後就用斯洛伐克文寫作，並且將捷克文的作品翻譯成斯洛伐克文。

### 寫實主義
Pavol Országh Hviezdoslav年輕時只用匈牙利文寫詩，在1871年起參與了年曆《Napred》的準備，這也是斯洛伐克文學中新一代文學的開始。他在斯洛伐克的詩裡加入了音節詩句，成為斯洛伐克文學寫實主義的代表人物。他的詩有很多自已創建的字以及表達方式，因此很難翻譯成其他的語言。
Martin Kukučín是斯洛伐克文學寫實主義最著名的代表人物，也是現代斯洛伐克詩的創始者。

### 1918年-1945年
在奥匈帝国結束，捷克斯洛伐克成立之後，馬扎爾化的社會語言壓力消失了。在戰間期時，散文取代了詩歌的主導地位。Milo Urban1927年的作品《Živý bič》以及Jozef Cíger-Hronský1933年的小說《Jozef Mak》都以鄉村以及大自然的變化為主題。
在斯洛伐克共和國動盪期間，以及捷克斯洛伐克重建的過程中，出現了二個獨立的文學運動：Hronský、František Švantner、Dobroslav Chrobák、Ľudo Ondrejov和Margita Figuli（Three Chestnut Horses）的抒情散文，以及斯洛伐克超現實主義（Štefan Žáry、Rudolf Fabry、Pavel Bunčák等人）。

## 外部連結
- Zlatý fond denníka SME – Slovak digital library （斯洛伐克語）
- Slovak literature in English translations, Slovak Studies Program, University of Pittsburgh （页面存档备份，存于）
- Slovak Drama in Translation （页面存档备份，存于）
- Toronto Slavic Quarterly （页面存档备份，存于）
- Penniless Press （页面存档备份，存于）
- THE LONDON MAGAZINE （页面存档备份，存于）
- STAND Magazine （页面存档备份，存于）
- Diversity – Collection of poetry, fiction and essay of PEN International 1 （页面存档备份，存于）
- Diversity – Collection of poetry, fiction and essay of PEN International 2